# Jamie Davis
Jamie Davis (n. Pontefract, Reino Unido, 18 de abril de 1981) es un actor británico conocido por interpretar a Harley Lawson en el drama Footballers' Wives, así como también su spin-off, y a Max Walker en Casualty.

## Biografía
Davis nació y se crio en Pontefract, Yorkshire del Oeste, dónde asistió a la Carleton High School. Allí, solía jugar  fútbol semi-profesional, y actualmente es un seguidor del Liverpool Football Club.
Davis comenzó su carrera como actor a la edad de 16 años, en una producción del teatro West Yorkshire Playhouse en Leeds, pero su primer papel profesional fue como un futbolista en la serie Trevor's World of Sport. Más tarde, audicionó y ganó el papel de Harley Lawson en Footballers' Wives durante su tercer año en la escuela de teatro. 
Entre la tercera y cuarta temporada de Footballers' Wives, Davis apareció junto al actor John Malkovich en Colour Me Kubrick (2005), una película que cuenta la historia real de un hombre que se hace pasar por el director Stanley Kubrick durante los noventa. Ese mismo año interpretó a Davey en un episodio de la serie The Sarah Jane Adventures, que es un spin-off de la serie Doctor Who. También ha aparecido en episodios de The Bill, Casualty, Two Pints of Lager and a Packet of Crisps y Shameless.

## Filmografía
| Año    | Título                                    | Papel            | Notas                                         |
| ------ | ----------------------------------------- | ---------------- | --------------------------------------------- |
| 1993   | Heartbeat                                 | Niño             | Episodio: Secrets                             |
| 2003   | Trevor's World of Sport                   | Dean Sturgis     | Episodio: A Man's Game                        |
| 2003   | Doctors                                   | Justin           | Episodio: Cut Loose                           |
| 2003   | Heartbeat                                 | Billy Fletcher   | Episodio: Speed                               |
| 2004   | Where the Heart Is                        | Jamie Smart      | Episodios: Bowl of Cherries y Little Boy Blue |
| 2004-5 | Footballers' Wives                        | Harley Lawson    |                                               |
| 2004-5 | Hex                                       | Leon Taylor      |                                               |
| 2005   | Colour Me Kubrick                         | Duane            |                                               |
| 2005   | Footballers' Wives: Extra Time            | Harley Lawson    | Episodios: #1.2, #1.3                         |
| 2006   | The Amazing Mrs Pritchard                 | Steve Sharpe     | 1 episodio                                    |
| 2007   | The Sarah Jane Adventures                 | Davey            | Episodio: Invasion of the Bane                |
| 2008   | The Bill                                  | Jem Archer       | Episodio: The Deadly Game                     |
| 2008   | Placebo                                   | Brandon Gotts    |                                               |
| 2009   | Casualty                                  | Guy Masterson    | Episodio: All You Need Is Love                |
| 2009   | Two Pints of Lager and a Packet of Crisps | Scott Chegg      | Episodio: You Decide                          |
| 2009   | Personal Affairs                          | Robbie Gascoigne |                                               |
| 2010   | Misfits                                   | Ben              | 1 episodio                                    |
| 2010   | Missing                                   | Marcus Bell      | 1 episodio                                    |
| 2010   | A Passionate Woman                        | Terry            | 1 episodio                                    |
| 2011   | Candy Cabs                                | Alex Partridge   |                                               |
| 2011   | Doc Martin                                | Michael Wilson   | 1 episodio                                    |
| 2012   | Shameless                                 | Calum            | 1 episodio                                    |
| 2012   | Switch                                    | Gerry            | 5 episodios                                   |
| 2013   | Crimen en el paraíso                      | Mark Grainger    | 1 episodio                                    |
| 2013—  | Casualty                                  | Max Walker       | Papel regular                                 |